# Einvera
Einvera (internationaler englischsprachiger Titel Solitude, auf Deutsch „Einsamkeit“) ist ein Filmdrama von Ninna Pálmadóttir. Die Premiere der Koproduktion zwischen Island, der Slowakei und Frankreich erfolgte im September 2023 beim Toronto International Film Festival.

## Handlung
Nachdem der isländische Bauer Gunnar von der Regierung 150 Millionen Kronen bekommen hat, die sein Ackerland zum Bau eines Staudamms mit Wasser fluten musste, kauft er sich von dem Geld ein kleines Haus in einem recht vornehmen Vorstadtteil von Reykjavík. Die alten Möbel der vorherigen Bewohner belässt er dort, wo sie sind.
Gunnar freundet sich mit dem ebenfalls einsamen zehnjährigen Ari an, der gegenüber von ihm lebt und zwischen seinen getrennt lebenden Eltern hin- und hergerissen wird. Er verköstigt Ari bei sich, als der Junge seine Hausschlüssel verlegt hat.
Als Gunnar erfährt, dass die isländische Regierung afghanische Flüchtlinge abschiebt, die illegal die Grenze überquert haben, hebt er kurzerhand 50 Millionen Kronen in bar von seinem Konto ab, um sie einer Aktivistengruppe zu spenden.

## Produktion

### Regie und Drehbuch
Regie führte Ninna Pálmadóttir. Es handelt sich bei Einvera nach preisgekrönten Kurzfilmen wie Little Rocks, Paperboy und All Dogs Die um ihr Spielfilmdebüt. Das Drehbuch schrieb Rúnar Rúnarsson. Dessen Kurzfilm Síðasti bærinn war im Jahr 2006 für einen Oscar nominiert.

### Besetzung und Dreharbeiten
Þröstur Leó Gunnarsson, bekannt aus Filmen wie Tränen aus Stein, Jagd im Eis, Reykjavík – Rotterdam, Metalhead und Svar við bréfi Helgu, spielt Gunnar. Für den Nachwuchsschauspieler Hermann Samúelsson, der den zehnjährigen Ari spielt, handelt es sich um seine erste Hauptrolle in einem Spielfilm, nachdem er in dem Filmdrama Bergmál von Rúnar Rúnarsson in einer kleinen Nebenrolle zu sehen war. Weiter auf der Besetzungsliste befinden sich Jónmundur Grétarsson, Anna Gunndís Guðmundsdóttir und Jóel Sæmundsson.
Kameramann Dušan Husár war zuvor für eine Reihe von Musikvideos und zuletzt für das Mysterydrama Arvéd von Vojtech Masek, das Filmdrama Banger von Adam Sedlák und das Roadmovie A Sensitive Person von Tomáš Klein tätig.

### Filmmusik und Veröffentlichung
Die Filmmusik komponierte Pétur Ben. Er steht bei dem isländischen Musiklabel 12 Tónar unter Vertrag und komponierte zuletzt die Musik für die meisten Kurzfilme von Ninna Pálmadóttir und die Filme Metalhead von Ragnar Bragason und Dem Leben auf der Spur von Elfar Adalsteins. 
Die Weltpremiere fand am 8. September 2023 beim Toronto International Film Festival statt. Ab Ende September 2023 wurde der Film beim Reykjavik International Film Festival gezeigt und ab Mitte Oktober 2023 beim Chicago International Film Festival. Anfang November 2023 wurde er bei den Nordischen Filmtagen Lübeck und hiernach beim Tallinn Black Nights Film Festival gezeigt. Im Januar 2024 wurde er beim Palm Springs International Film Festival vorgestellt. Ende Januar, Anfang Februar 2024 wird er beim Göteborg Film Festival gezeigt. Im Februar 2024 wurde er beim Santa Barbara International Film Festival gezeigt. Am 21. März 2024 kam er unter dem Titel Samota in die Kinos in der Slowakei. Der Kinostart in Frankreich erfolgte am 3. April 2024, hier unter dem Titel Le Vieil homme et l'enfant. Im Mai 2024 wurde der Film beim Seattle International Film Festival gezeigt. Im August 2024 wird er beim Norwegischen Filmfestival in Haugesund vorgestellt.

## Rezeption

### Kritiken
Emily Bernard schreibt bei collider.com, es wirke sich positiv auf den Film aus, dass der Dialog unglaublich spärlich sei. So liefen die Schachpartien zwischen Ari und Gunnar am Küchentisch oft völlig still, doch kurze Momente des Blickkontakts zwischen den Zügen reichten mehr als aus um zu zeigen, wie wohl sie sich nunmehr in der Gegenwart des jeweils Anderen fühlen. Die besten und realsten Freundschaften seien schließlich diejenigen, die nicht ständig gepflegt werden müssen, sondern wenn beide Seiten schon mehr als zufrieden damit sind, einfach nur zusammen im selben Raum zu sein, so Bernard weiter. Es gelinge Regisseurin Ninna Pálmadóttir bei Solitude, Vorhersehbarkeit zu vermeiden, und neben der nuancierten Geschichte und Charakterentwicklung verfüge der Film auch über eine beeindruckende Kameraführung, die die wunderschöne, endlose isländische Landschaft einfängt. Eine gezeigte Überschwemmung, bringe das überwältigende Gefühl zum Ausdruck, das Gunnar verspürte, nachdem er den Ort verloren hat, den er so liebte. Umgekehrt zeige sie mit der Gemütlichkeit und Einfachheit von Gunnars Wohnung und seiner Lebenseinstellung, wie kostbar Einsamkeit sein kann.

### Auszeichnungen
Chicago International Film Festival 2023
- Nominierung für den Gold Hugo im New Directors Competition (Ninna Pálmadóttir)[5]

Den norske filmfestivalen 2024
- Nominierung im Hauptwettbewerb[12]

Festival International Music & Cinema Marseille 2024
- Nominierung für den Grand Prix  – „Beste Filmmusik“ (Petur Thor Benediktsson)[13]

Filmfestival „Goldene Aprikose“ 2024
- Lobende Erwähnung im Internationalen Spielfilmwettbewerb[14]

Göteborg Film Festival 2024
- Nominierung im Nordischen Wettbewerb[15]

Latin American Critics’ Awards for European Films 2024
- Nominierung für den Latin American Critics’ Award[16]

Nordische Filmtage Lübeck 2023
- Nominierung für den Kirchlichen Filmpreis INTERFILM
- Nominierung für den NDR-Filmpreis[17]

Palm Springs International Film Festival 2024
- Nominierung für den New Voices New Visions Award[18]

Reykjavik International Film Festival 2023
- Nominierung für den Golden Puffin (Ninna Pálmadóttir)[19]

Seattle International Film Festival 2024
- Nominierung im New Directors Competition (Ninna Pálmadóttir)[20]

Zagreb Film Festival 2023
- Nominierung im Hauptwettbewerb[21]